# Línea 632 (Interurbanos Madrid)
La línea 632 de la red de autobuses interurbanos de Madrid une el intercambiador de Moncloa (Madrid) con La Navata, Galapagar y la urbanización El Guijo.

## Características
La línea une los municipios citados en un trayecto de 50 minutos aproximadamente. Algunas expediciones prolongan su recorrido a la Colonia España de Galapagar, añadiendo 5 minutos a la duración del viaje.
Circula por el carril Bus-VAO de la A-6 mientras esté abierto.
La línea no mantiene los mismos horarios todo el año, desde el 1 al 31 de agosto se reducen el número de expediciones los días laborables entre semana (sábados laborables, domingos y festivos tienen los mismos horarios todo el año), además de los días excepcionales vísperas de festivo y festivos de Navidad en los que los horarios también cambian y se reducen.
Está operada por la empresa Julián de Castro a través de Avanza Movilidad Integral mediante la concesión administrativa VCM-605 - Madrid – Galapagar – Colmenarejo (Viajeros Comunidad de Madrid) del Consorcio Regional de Transportes de Madrid.

## Horarios
| Lunes a viernes laborables (1 sept. - 31 julio)                               |                 |
| De 7:15 a 10:15                                                               | cada 15 minutos |
| De 10:15 a 14:15                                                              | cada 30 minutos |
| De 14:15 a 22:15                                                              | cada 15 minutos |
| De 22:15 a 23:45                                                              | cada 30 minutos |
| Lunes a viernes laborables (Agosto)                                           |                 |
| De 7:15 a 23:45                                                               | cada 30 minutos |
| Sábados laborables, domingos y festivos                                       |                 |
| De 7:45 a 23:45                                                               | cada hora       |
| Noches de viernes, sábados y vísperas de festivos Salida desde Paseo de Moret |                 |
| A 1:00 - 3:00                                                                 |                 |
| Horarios que continúan hasta Colonia España                                   |                 |
| Lunes a viernes laborables                                                    |                 |
| De 7:15 a 23:15                                                               | cada hora       |
| Sábados laborables, domingos y festivos                                       |                 |
| A 7:45 - 9:45 - 11:45 - 13:45 - 15:45 - 17:45 - 19:45 - 21:45 - 23:45         |                 |

| Lunes a viernes laborables (1 sept. - 31 julio)                              |                 |
| De 6:15 a 9:15                                                               | cada 15 minutos |
| De 9:15 a 13:15                                                              | cada 30 minutos |
| De 13:15 a 21:15                                                             | cada 15 minutos |
| De 21:15 a 22:45                                                             | cada 30 minutos |
| Lunes a viernes laborables (agosto)                                          |                 |
| De 6:15 a 22:45                                                              | cada 30 minutos |
| Sábados laborables, domingos y festivos                                      |                 |
| De 6:45 a 22:45                                                              | cada hora       |
| Noches de viernes, sábados y vísperas de festivos Terminal en Paseo de Moret |                 |
| A 24:00 - 2:00                                                               |                 |
| Horarios que proceden de Colonia España                                      |                 |
| Lunes a viernes laborables                                                   |                 |
| De 6:10 a 22:10                                                              | cada hora       |
| Sábados laborables, domingos y festivos                                      |                 |
| A 6:40 - 8:40 - 10:40 - 12:40 - 14:40 - 16:40 - 18:40 - 20:40 - 22:40        |                 |

## Recorrido y paradas
Las paradas en cursiva solo las realizan las expediciones arriba citadas.

### Sentido El Guijo
| Código                        | Parada                                     | Común con                           | Conexiones con Metro y Cercanías | Municipio | Zona |
| ----------------------------- | ------------------------------------------ | ----------------------------------- | -------------------------------- | --------- | ---- |
| Terminal diurna de la línea   |                                            |                                     |                                  |           |      |
| 6002                          | Intercambiador de Moncloa (dársena 1)      | 635                                 | Moncloa                          | Madrid    |      |
| Terminal nocturna de la línea |                                            |                                     |                                  |           |      |
| 15525                         | Moncloa (Paseo de Moret)                   | 611 612 684 691 N602 N604 N904 N905 | Moncloa                          | Madrid    |      |
| Paradas del itinerario común  |                                            |                                     |                                  |           |      |
| 12157                         | Ctra. La Navata - Urb. Los Olmos           | 635                                 |                                  | Galapagar |      |
| 06065                         | Ctra. La Navata - Est. Galapagar La Navata | 634 635                             | Galapagar-La Navata              | Galapagar |      |
| 06066                         | Ctra. La Navata - Ermita La Navata         | 634 635                             |                                  | Galapagar |      |
| 06067                         | Ctra. La Navata - Sol                      | 634 635                             |                                  | Galapagar |      |
| 06068                         | Ctra. La Navata - Urb. Carranza            | 634 635                             |                                  | Galapagar |      |
| 18494                         | Ctra. La Navata - Centro de Salud          | 635                                 |                                  | Galapagar |      |
| 06069                         | Ctra. La Navata - San Gregorio             | 634 635                             |                                  | Galapagar |      |
| 12462                         | Escuelas - Mercado                         | 634 635                             |                                  | Galapagar |      |
| 12460                         | Pedriza - Cementerio Viejo                 | 630 634                             |                                  | Galapagar |      |
| 12459                         | Ctra. Guadarrama - Colegio                 |                                     |                                  | Galapagar |      |
| 12457                         | Ctra. Guadarrama - Instituto               |                                     |                                  | Galapagar |      |
| 12455                         | Ctra. M510 - Urb. Congosto                 | 630                                 |                                  | Galapagar |      |
| 06075                         | Pza. Guijo - Urb. El Guijo                 | 630                                 |                                  | Galapagar |      |
| 09949                         | Ctra. M510 - Colonia España                | 630                                 |                                  | Galapagar |      |
| 18236                         | C.º Escorial - Segovia                     |                                     |                                  | Galapagar |      |
| 19913                         | Colón - Colonia España                     |                                     |                                  | Galapagar |      |

### Sentido Madrid
| Código                        | Parada                                     | Común con                           | Conexiones con Metro y Cercanías | Municipio | Zona |
| ----------------------------- | ------------------------------------------ | ----------------------------------- | -------------------------------- | --------- | ---- |
| 19913                         | Colón - Colonia España                     |                                     |                                  | Galapagar |      |
| 18237                         | C.º Escorial - Ciudad Real                 |                                     |                                  | Galapagar |      |
| 09948                         | Ctra. M510 - Colonia España                | 630                                 |                                  | Galapagar |      |
| 06075                         | Pza. Guijo - Urb. El Guijo                 | 630                                 |                                  | Galapagar |      |
| 12454                         | Ctra. M510 - Urb. Congosto                 | 630                                 |                                  | Galapagar |      |
| 12456                         | Ctra. Guadarrama - Instituto               |                                     |                                  | Galapagar |      |
| 12458                         | Ctra. Guadarrama - Urb. La Herradura       | 630 634                             |                                  | Galapagar |      |
| 12461                         | Pedriza - Cementerio Viejo                 | 630                                 |                                  | Galapagar |      |
| 12463                         | Escuelas - Mercado                         | 635                                 |                                  | Galapagar |      |
| 12464                         | Ctra. Villalba - San Gregorio              | 635                                 |                                  | Galapagar |      |
| 18493                         | Ctra. La Navata - Centro de Salud          | 635                                 |                                  | Galapagar |      |
| 06082                         | Ctra. La Navata - Urb. Carranza            | 634 635                             |                                  | Galapagar |      |
| 06083                         | Ctra. La Navata - Sol                      | 634 635                             |                                  | Galapagar |      |
| 06084                         | Ctra. La Navata - Ermita La Navata         | 634 635                             |                                  | Galapagar |      |
| 06085                         | Ctra. La Navata - Est. Galapagar La Navata | 634 635                             | Galapagar-La Navata              | Galapagar |      |
| 12156                         | Ctra. La Navata - Urb. Los Olmos           | 635                                 |                                  | Galapagar |      |
| Terminal diurna de la línea   |                                            |                                     |                                  |           |      |
| 6002                          | Intercambiador de Moncloa (dársena 1)      | 635                                 | Moncloa                          | Madrid    |      |
| Terminal nocturna de la línea |                                            |                                     |                                  |           |      |
| 15525                         | Moncloa (Paseo de Moret)                   | 611 612 684 691 N602 N604 N904 N905 | Moncloa                          | Madrid    |      |

## Galería de imágenes

Mapa de la distribución de dársenas del intercambiador de Moncloa con la distribución de cabeceras de las líneas de autobuses, entre las que aparece la línea 632.